# 旭川運転所
旭川運転所（あさひかわうんてんしょ）は、北海道旭川市永山1条9丁目にある北海道旅客鉄道（JR北海道）の車両基地。前身は日本国有鉄道の旭川機関庫。
旭川機関区の時代から旭川駅に隣接していたが、駅の高架化を含む大規模な再開発事業（北彩都あさひかわ）の実施に伴い、2003年（平成15年）9月1日に宗谷本線北旭川駅構内の旧貨物ヤード跡地へ移転した。

## 概要

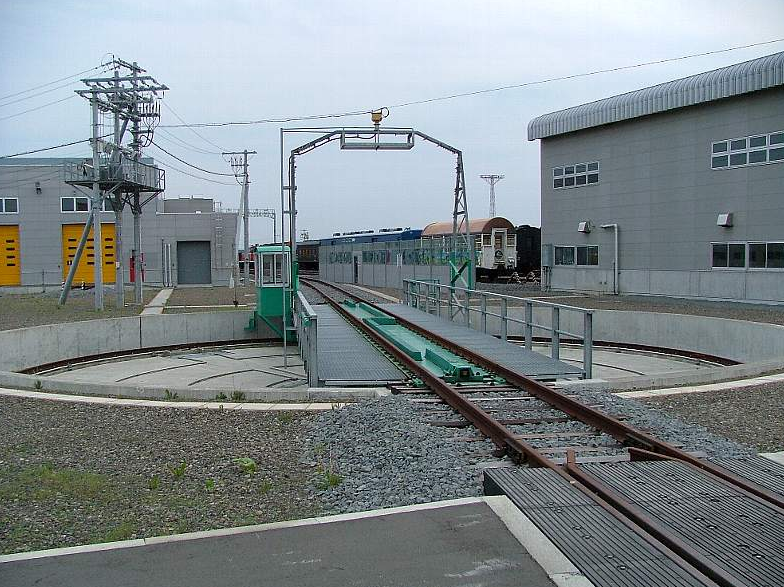
移転に際して新設された転車台

移転に伴い社屋の奥に転車台が新たに設置され、蒸気機関車や除雪車両の転向等に使用される。着発線は通過線（北旭川駅6番線）を挟んだ当運転所側に2線（北旭川駅7・8番線）設けられている。また、貨物列車牽引のディーゼル機関車の単機回送・燃料給油のために貨物駅への渡り線も設けられており、当運転所から一旦引込み線に入り、スイッチバックで宗谷本線の線路を跨いで直接貨物駅構内に入れるようになっている。そのため当運転所構内と貨物駅構内の旭川方面側にある出発信号機の箇所には入換信号機が設置されている。
電車は配置されていないが、函館本線で使用される電車（789系および737系）を収容するため、構内の一部が電化されている。これは日本の鉄道の電化区間の、最北端かつ最東端である。移転する前は、旭川駅から名寄・上川寄り1キロ程の箇所に設置されていた宮前跨線橋（旭川駅高架工事に伴い2008年（平成20年）11月末を以って通行止めとなり、その後解体）付近が、1969年（昭和44年）の電化開業以降国鉄電化区間の最北端かつ最東端であった。なお、運転所の移転により宗谷本線も旭川駅・運転所分岐点間が複線交流電化されたが、宗谷本線の営業列車は全て気動車である。
構内には事務所が入居する本社屋、車両の整備を行う整備庫、格納庫の他に所属している蒸気機関車の保管・整備を行う機関車庫が設置されている。

## 歴史
- 1898年（明治31年）5月10日 - 旭川駅に隣接する形で旭川機関庫開設[3]。
  - 7月16日 - 機関庫内に国鉄旭川工場が設置される（主に車両の製造・整備・廃車解体等）[4]。
- 1936年（昭和11年）9月1日 - 旭川機関庫を旭川機関区に改称。
- 時期不詳 - 旭川機関区を旭川運転所に改称。
- 1987年（昭和62年）4月1日 - 国鉄分割民営化に伴い、北海道旅客鉄道（JR北海道）に承継。
- 2003年（平成15年）9月1日 - 旭川運転所を旭川駅の隣接地から北旭川駅の旧・貨物ヤードへ移転[新聞 1][2]、機能を縮小し車両整備の一部と廃車解体業務を苗穂工場・釧路運輸車両所へ移管。

## 配置車両
石北本線・宗谷本線・富良野線・留萌本線などで主に運用される気動車のほか、動態保存の蒸気機関車やイベント列車用客車など数多くの車両が配置されている。
2025年（令和7年）4月1日現在の所属車両は以下のとおり。
配置車両の車体に記される略号は、旅客車が「旭アサ」（旭＝旭川支社、アサ＝旭川の旧電報略号）、機関車が「旭」（＝旭川）である。
| 電車 | 気動車 | 機関車 | 客車 | 貨車 | 合計 |
| ---- | ------ | ------ | ---- | ---- | ---- |
| 0両  | 75両   | 17両   | 3両  | 0両  | 90両 |

### 気動車
キハ40形（10両）
1700番台10両(1716・1720(※)・1722・1725・1735・1744・1745・1747(*)・1775・1779(*))が配置されている。1700番台車は機関換装済み。1747(*)は「キハ400 宗谷線急行気動車風塗装」であり、かつてのキハ400形と同じ宗谷色を纏っている。1720(*)は「北海道の恵み」シリーズ「道北 流氷の恵み号」、1779(*)は「北海道の恵み」シリーズ「道東 森の恵み号」。
- 2020年度には、700番台2両(826・827)が廃車されたほか、1700番台5両(1703・1722・1784・1787・1797)が苫小牧運転所や釧路運輸車両所より転属された。
- 2021年度には、700番台14両(708・721・726・729・730・732・733・746・828 - 830・832 - 834)と1700番台2両(1709・1737)が廃車されたほか、1700番台5両(1740・1751・1759・1775・1779)が釧路運輸車両所より転属された。
- 2022年度には、1700番台5両(1703・1711・1712・1788・1824）)廃車されたほか、1700番台6両(1749・1755・1758・1766・1774・1778)が釧路運輸車両所より転属された。
- 2023年度には、1700番台4両(1715・1766・1774・1884)が廃車されたほか、1700番台1両(1763)が苫小牧運転所より転属された。
- 2024年度には、1700番台10両(1707・1724・1727・1740・1749・1751・1758・1763・1787・1797)が廃車（うち3両(1724・1740・1751)が株式会社ウエストコーポレーションに譲渡）されたほか、1700番台2両（1759・1791）が苫小牧運転所へ転属、1700番台1両（1790）が苗穂運転所より転属された。
- 定期列車では函館本線（旭川 - 滝川間）、宗谷本線（旭川 - 音威子府間）、根室本線（滝川 - 富良野間）の普通列車（ワンマン）で運用される。

キハ54形気動車（17両）
500番台の17両(501 - 506・509 - 513・519・523・524・527 - 529)が配置されている。9両(501・503・505・506・509・511・527 - 529)が転換クロスシート装備車（うち3両(527 - 529)が元・急行「礼文」仕様）、8両(502・504・510・512・513・519・523・524)が簡易リクライニングシート装備車である。
- 2017年（平成29年）3月4日、宗谷北線運輸営業所に配置されていた元・宗谷北線専用車両の5両(509 - 513)が転属した。
- 2024年度には、3両(519・523・524)が釧路運輸車両所から転属した。
- 留萌本線、函館本線（旭川 - 滝川間）、宗谷本線の普通列車（ワンマン）・快速列車（ワンマン）で運用される。

キハ150形気動車（5両）
- 0番台の5両(8 - 10・16・17)が配置されている。
  - 留萌本線、函館本線（滝川 - 旭川間）の普通列車（ワンマン）で運用されている。なお、富良野線運用の10両(1 - 10)は2020年転入の7両(11 - 17)や苫小牧運転所の100番台と塗装が異なる。
  - 2020年3月 - 11月にかけて、7両(11 - 17)が苗穂運転所から転属してきた[10][5]。
  - 富良野線での運用は、2023年3月18日のダイヤ改正で38本全てがH100形に置き換えられて終了した[報道 1][11]。
  - 2023年度には、7両(1 - 4・6・7・13)が函館運輸所へ転属した[8]。
  - 2024年度には、5両(5・11・12・14・15)が函館運輸所へ転属した[1]。

H100形気動車（42両）
- 42両(16 - 27・38 - 43・68 - 81・86 - 95)が配置されている[8]。うち4両(80・81・86・87)は北海道高速鉄道開発保有車である。2020年度に12両が[5]、2021年度に6両が[6]、2022年度に8両が[7]、2023年度に12両が[8]、それぞれ新製配置された。2022年度に2両(68・69)が釧路運輸車両所から転属され、82・83が釧路運輸車両所へ転属している[7]。2023年度には6両(38 - 43)が苫小牧運転所から転属され、2両(84・85)が苫小牧運転所へ転属している[8]。
  - 宗谷本線（旭川 - 名寄間）、石北本線、富良野線、釧網本線（網走 - 緑間）の普通列車（ワンマン）・快速列車（ワンマン）で運用される。
  - 宗谷本線での運用は、2021年3月13日のダイヤ改正で旭川 - 名寄間の37本中34本がH100形に置き換えられた[報道 2][報道 3]。
  - 石北本線での運用は、2021年3月13日のダイヤ改正で旭川 - 上川間の23本中2本がH100形に置き換えられた[報道 2][報道 3]。2022年3月12日のダイヤ改正では、新たに旭川 - 上川間の24本中19本がH100形に置き換えられた[報道 4]。そして、2024年3月16日のダイヤ改正で全列車がH100形に置き換えられた[報道 5]。
  - 富良野線での運用は、2023年3月18日のダイヤ改正で38本全てがH100形に置き換えられた[報道 1][11]。
  - 釧網本線での運用は、2024年3月16日のダイヤ改正で全列車がH100形に置き換えられた[報道 5]。

キヤ291形（1両）
- 1両(1)が配置されている。2021年1月22日に新製配置された[5]。

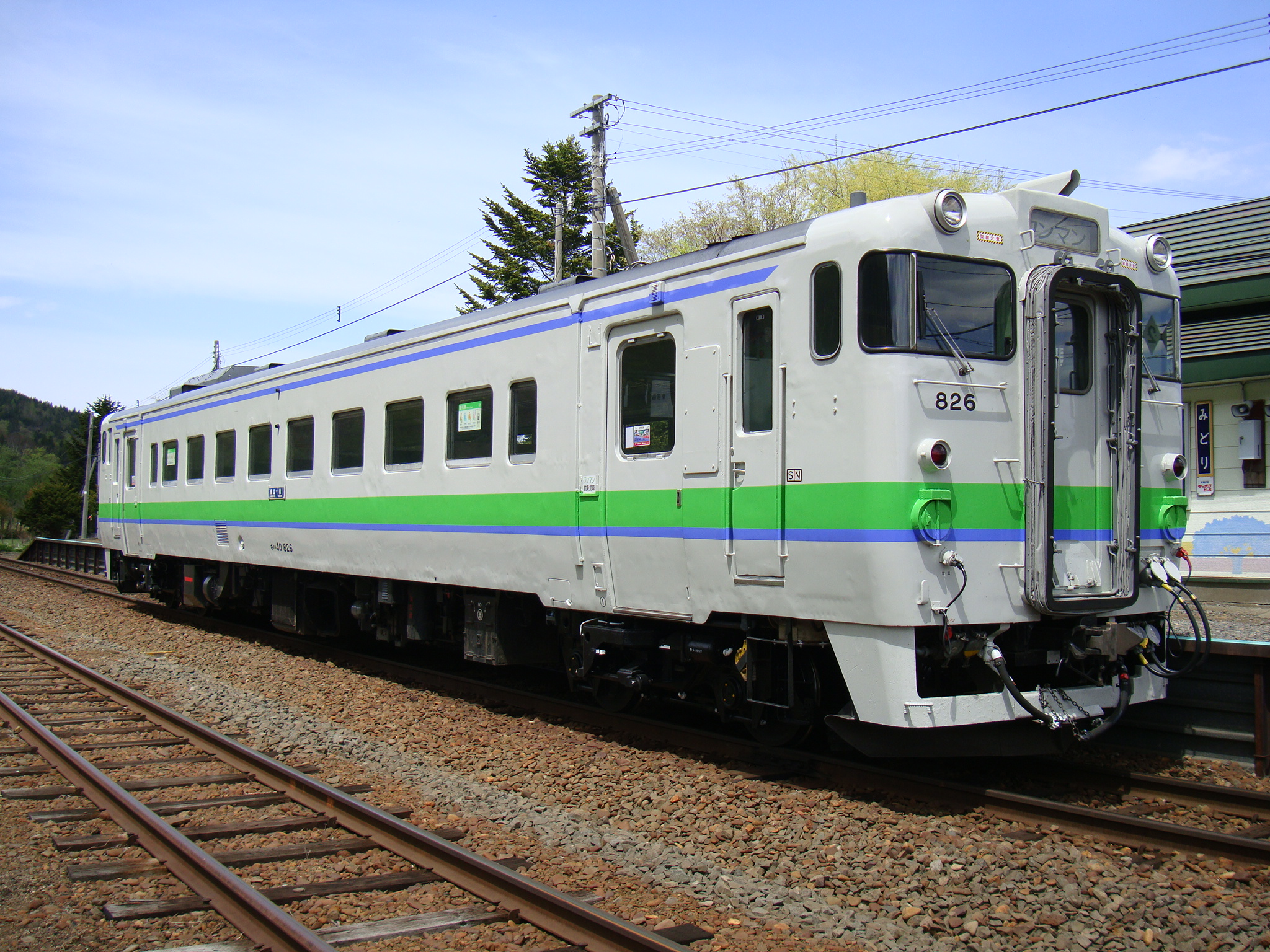
キハ40 826
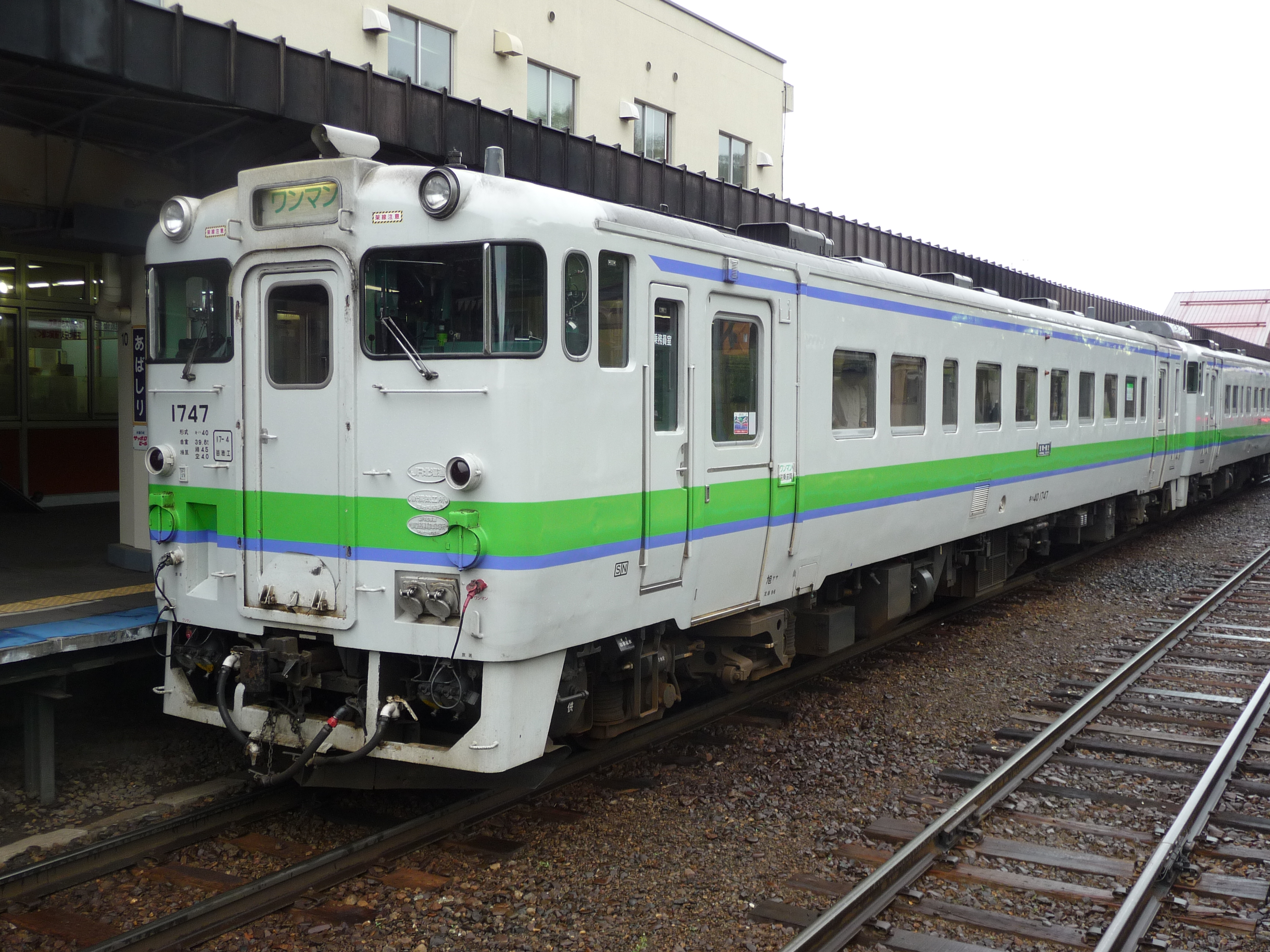
キハ40 1747
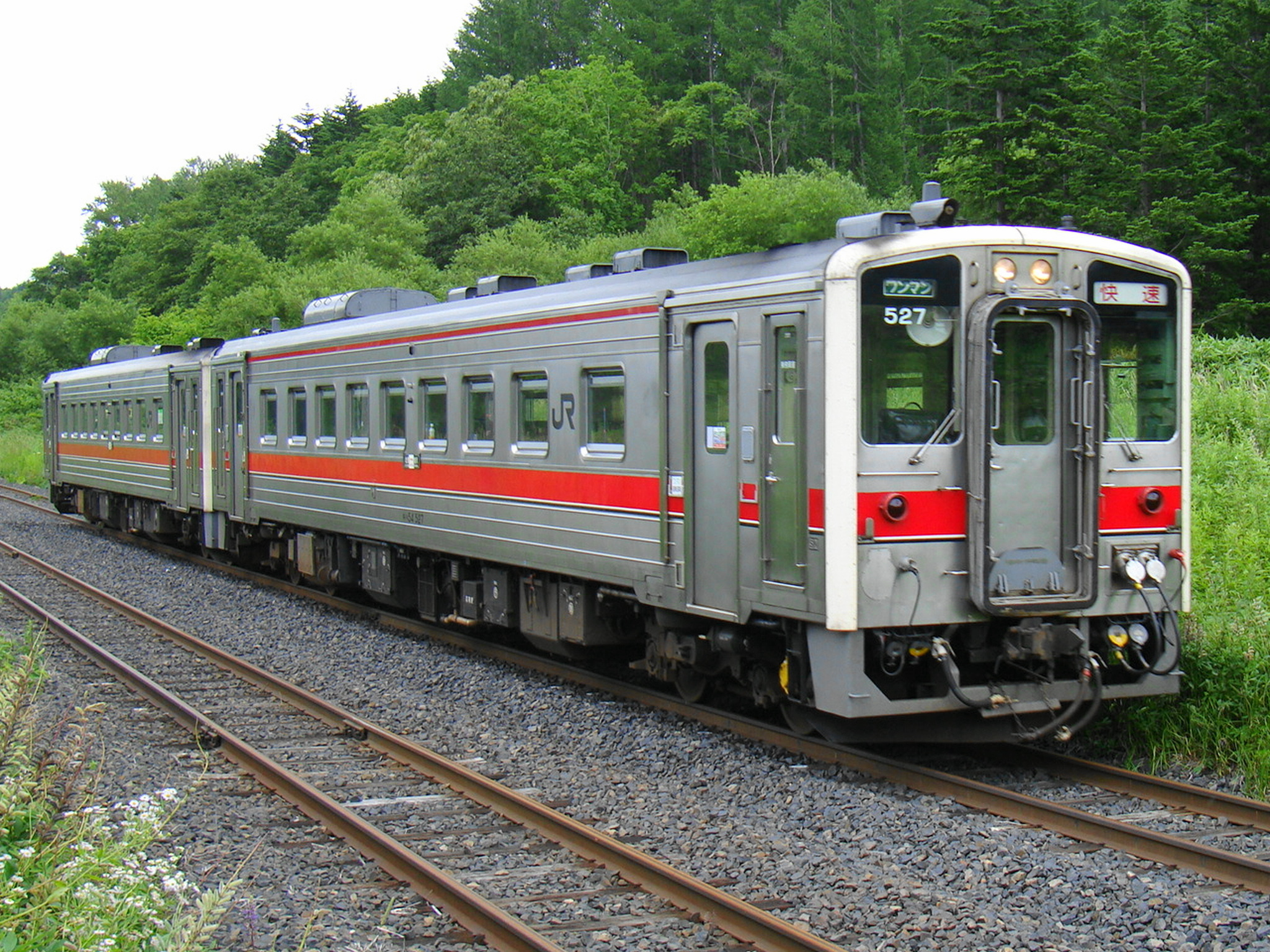
キハ54 527
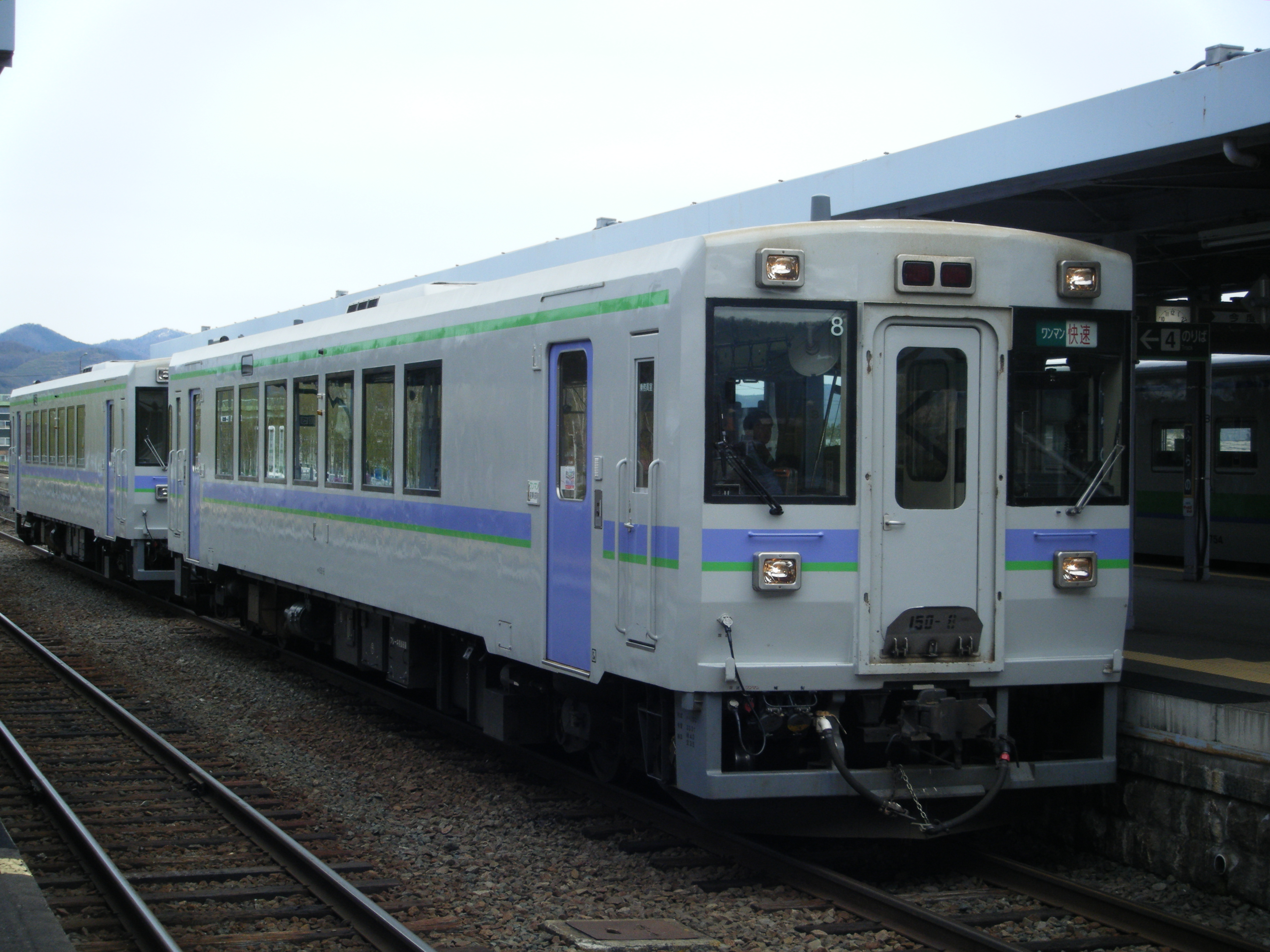
キハ150-8
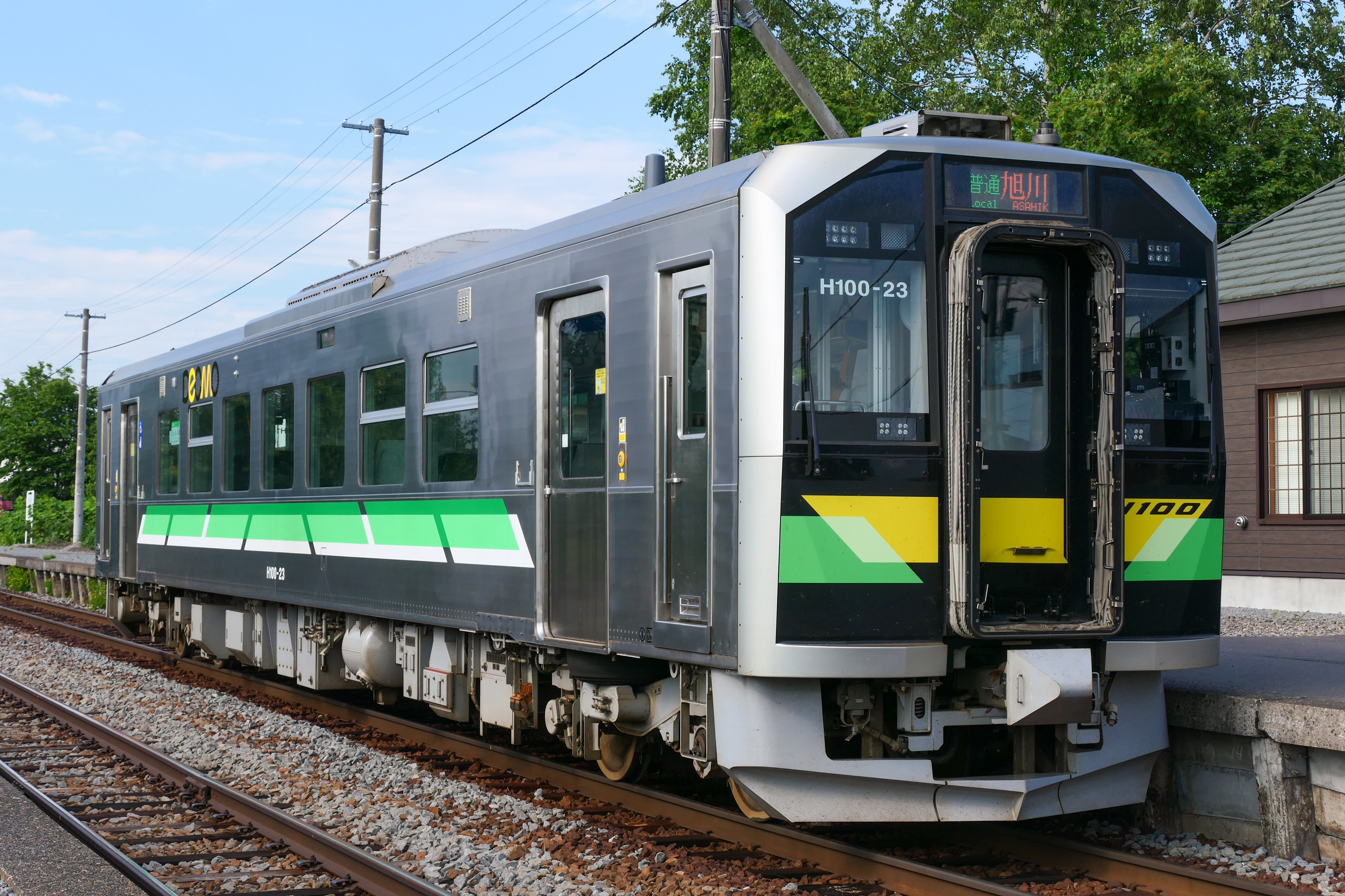
H100-23

### 機関車
C11形蒸気機関車（1両）
動態保存の1両(207)が配置されている。
- 2016年（平成28年）に東武鉄道へ貸し出され、同年8月19日に南栗橋車両管区へ入場、2017年（平成29年）8月10日から鬼怒川線でSL「大樹」の運転に就いている。
- 1両(171)も当初は配置されていたが、2015年（平成27年）12月26日付で釧路運輸車両所へ転出した。

DE10形ディーゼル機関車（4両）
1500番台4両(1691・1692・1715・1742)が配置されている。2両(1691・1692)は2015年（平成27年）度下半期に函館運輸所から転入した車両である。
- 主に、札幌運転所構内の入換作業に使用される。

DE15形ディーゼル機関車（12両）
1500番台8両(1509・1533 - 1535・1542・1543・1545・1546)、2500番台4両(2511・2514・2515・2521)が配置されている。
- 主にラッセル式除雪車として使用される。
- 専用色が塗られた3両(1533 - 1535)は、夏期を中心に「ノロッコ号」専属となる。なお、札幌運転所の入換仕業を担当するDE10形の検査時はDE15形が代替する。

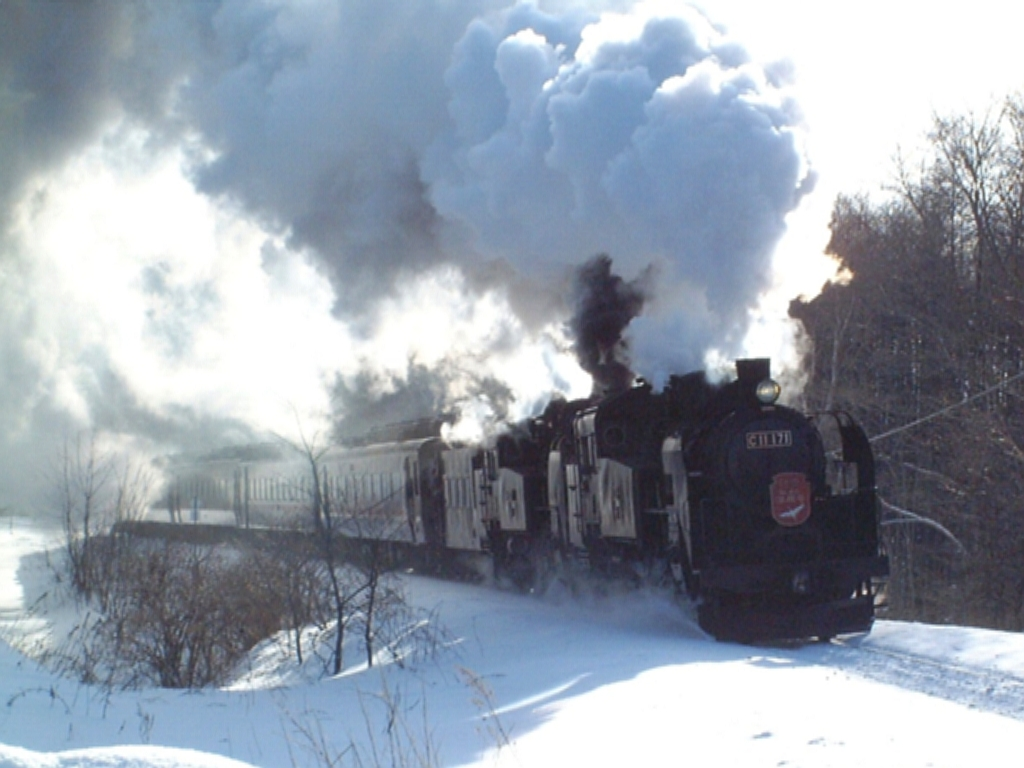
C11 171+207の重連によるSL冬の湿原号
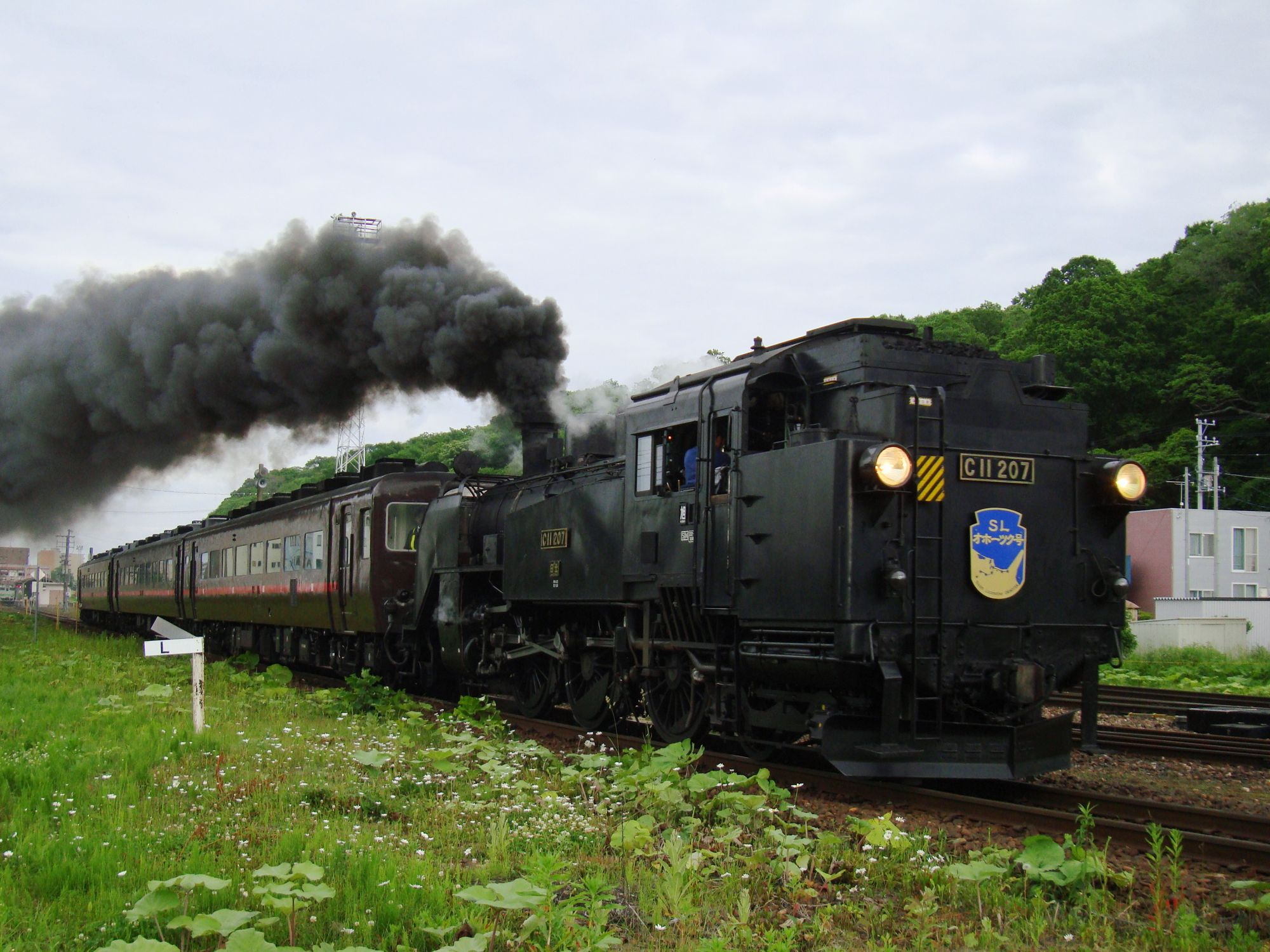
C11 207
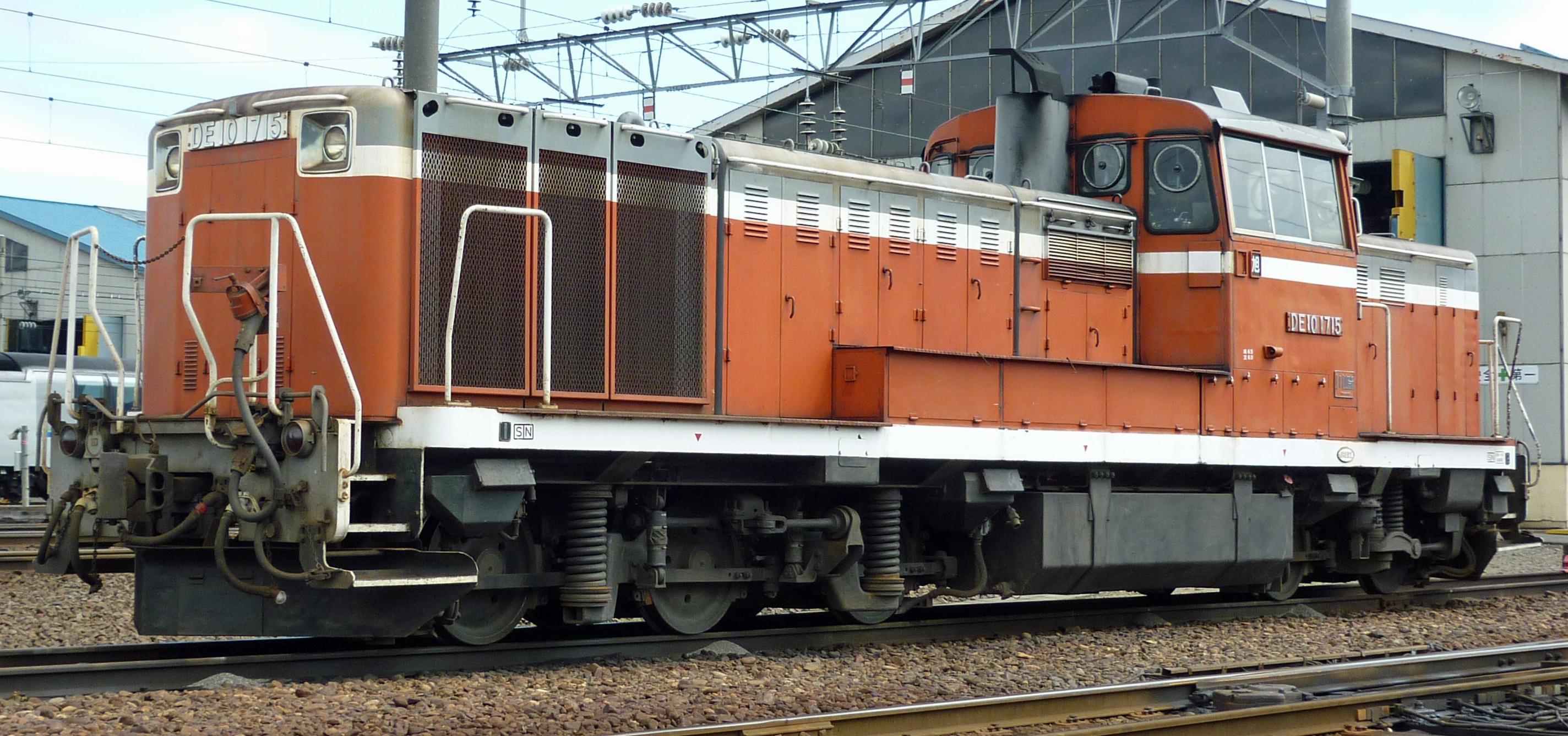
DE10 1715
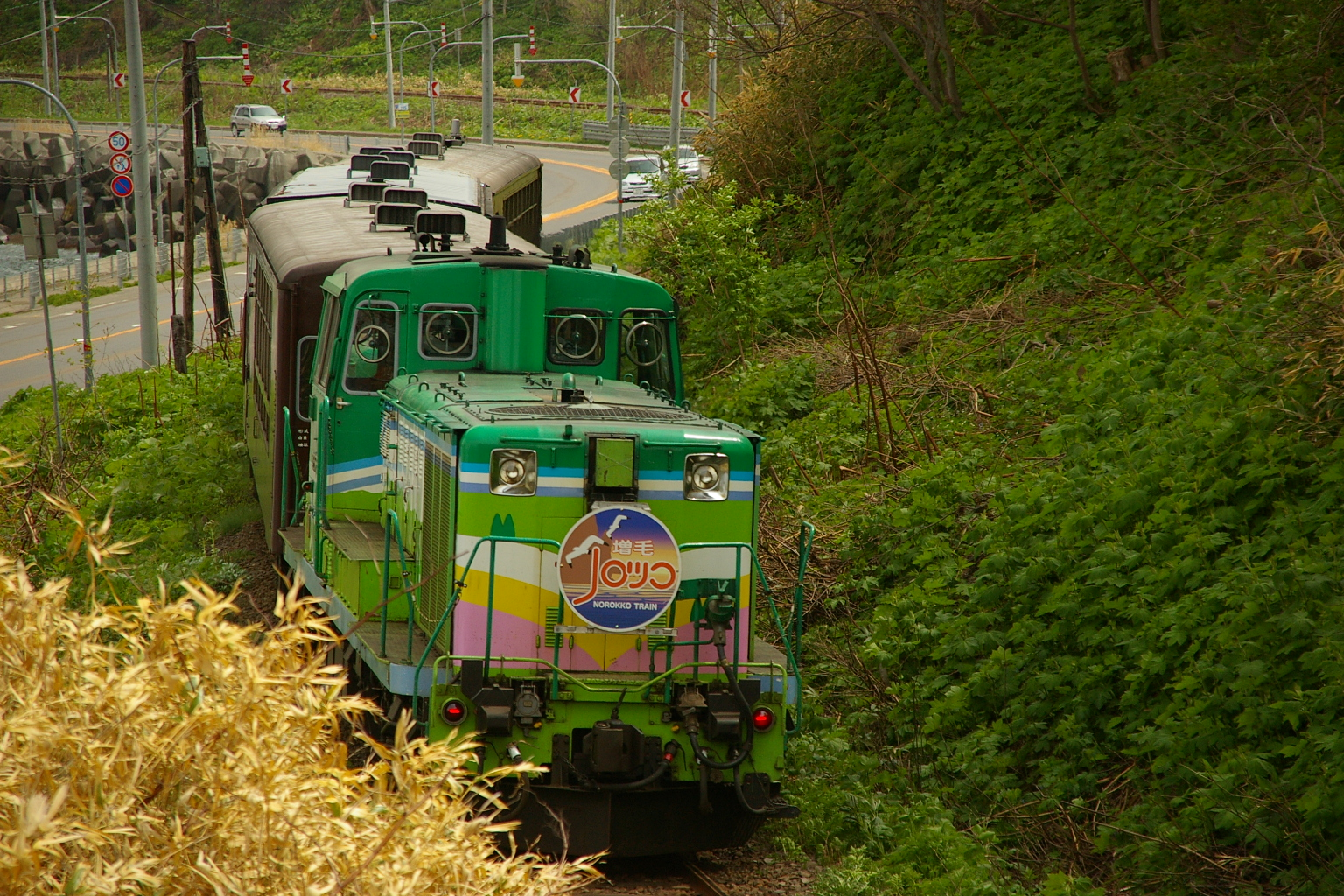
DE15 1534
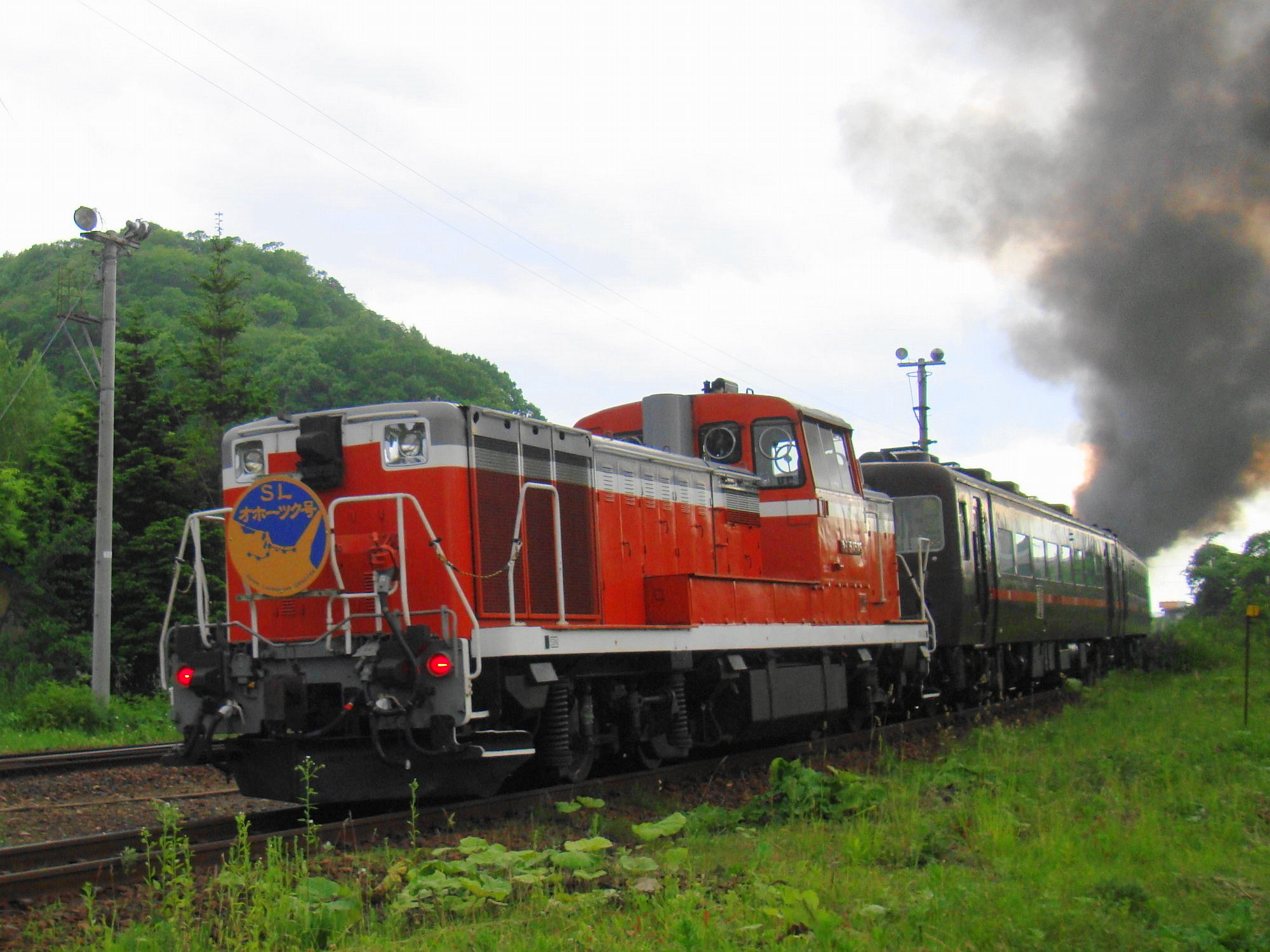
DE15 1535
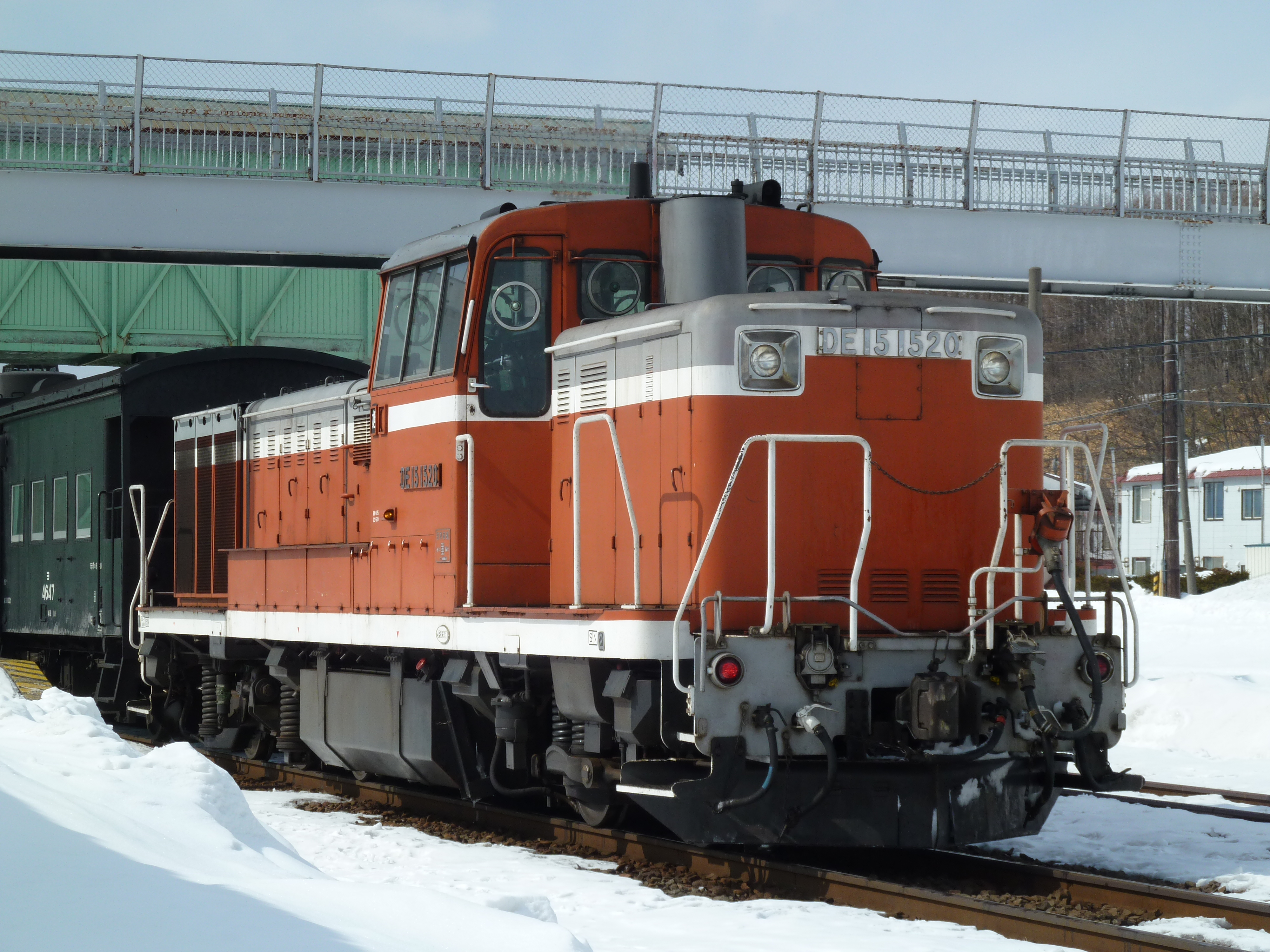
DE15 1520 （2015年度廃車、DE10形並みとする改造が行われていた）

### 客車

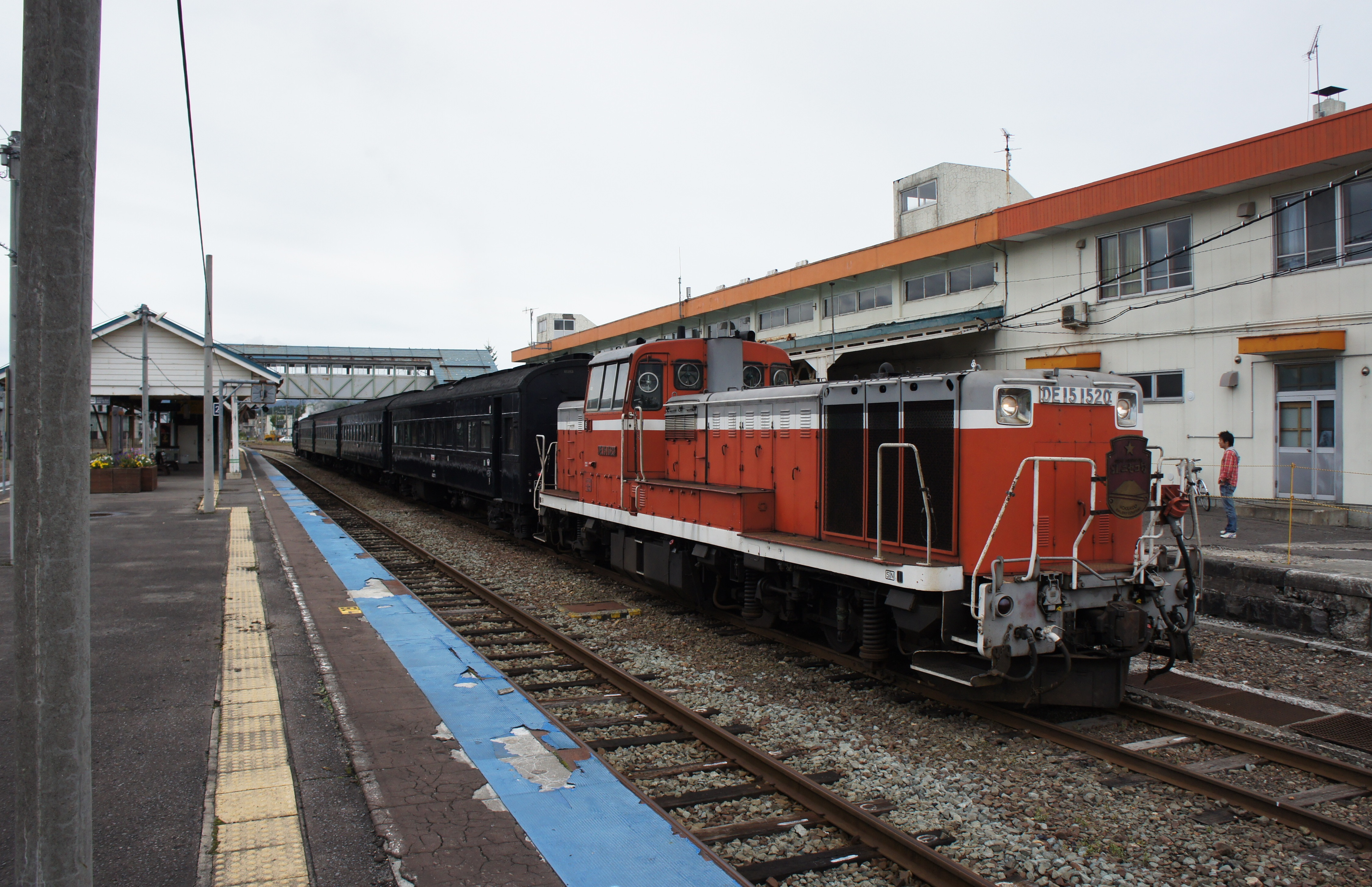
スハフ42形、オハシ47形、オハフ33形 先頭はDE15 1520

510系（3両）
オクハテ510形1両 (2) 、オハテフ510形2両（2・51）が配置されている。このうち、オハテフ510-2は2018年（平成30年）6月5日に釧路運輸車両所から転入した車両。
- 3両編成を組み、トロッコ列車「富良野・美瑛ノロッコ号」で運用される。

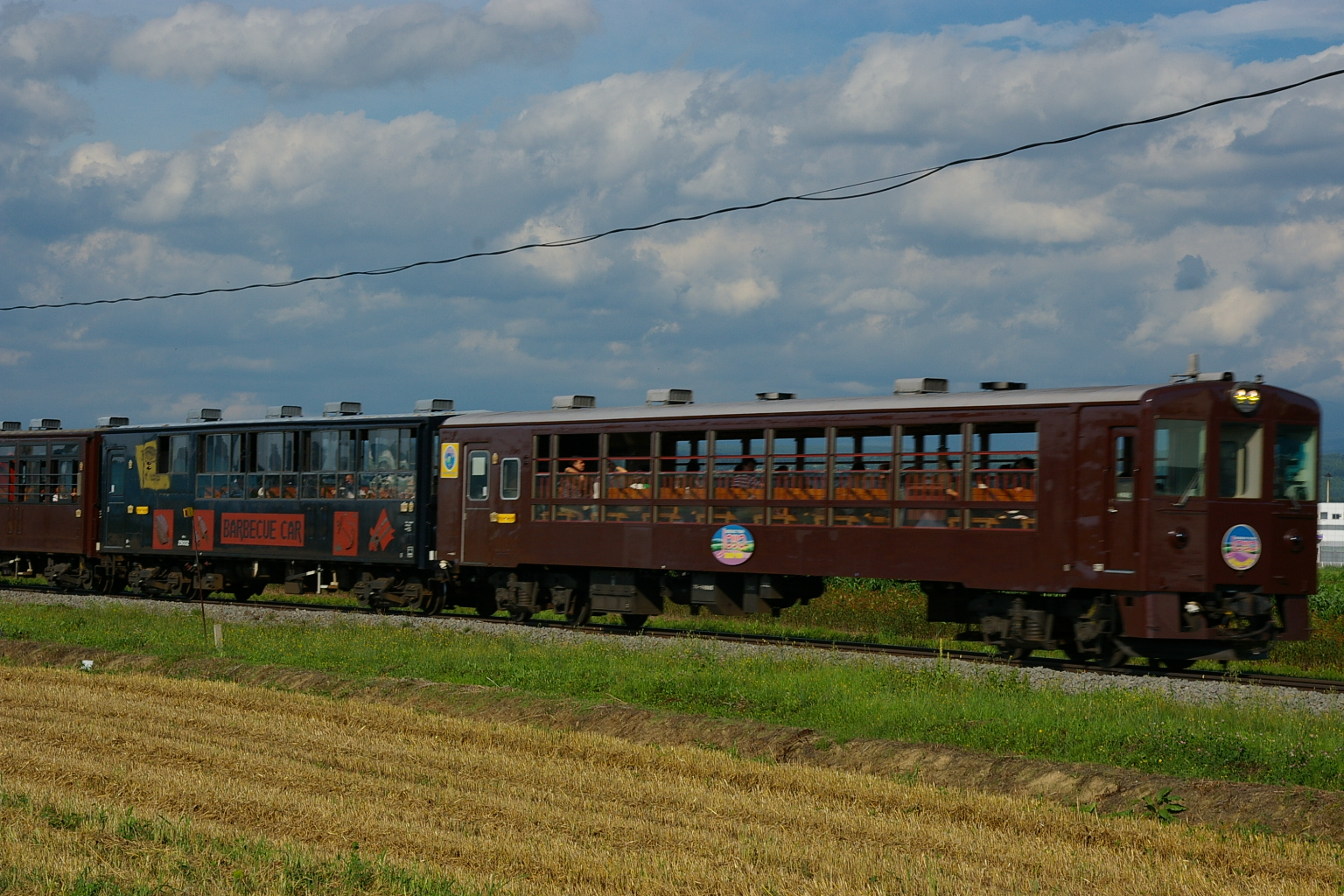
510系客車 ノロッコ号用

## 過去の所属車両

### 客車
14系
スハフ14形2両（505・507）、オハ14形2両（519・526）が配置されていた。
後述のスハシ44形1両を組み込んだ5両編成を組み、「SL冬の湿原号」で運用されている。2018年11月から12月にかけて釧路運輸車両所へ転属した。
スハシ44形
1両 (1) が配置されていたが、2018年11月23日付で釧路運輸車両所へ転属した。
スハフ42形・オハシ47形
スハフ42形2両（2071・2261）、オハシ47形1両 (2001) が配置されていたが、2023年3月31日付で廃車された。後述のオハフ33形と4両編成を組み、かつて「SLニセコ号」で運用されていた。
オハフ33形
1両 (2555) が配置されていたが、2023年3月31日付で廃車された。
ナハ29000形
バーベキューカー。
1両 (29003) が配置されていたが、2015年（平成27年）度下半期に廃車された。
スユニ50形
救援車代用として、1両（スユニ50 511）が配置されていたが、2018年（平成30年）9月30日付で廃車された。
- スハフ42形、オハシ47形、オハフ33形
先頭はDE15 1520

### 貨車
チキ6000形
長物車。
1両 (6366) が配置されていたが、2015年（平成27年）度下半期に廃車された。
ワム80000形
有蓋車。
1両 (281395) が配置されていたが、2015年（平成27年）度下半期に廃車された。
ヨ3500形
車掌車。
1両 (4647) が配置されていたが、2015年（平成27年）度下半期に廃車された。
ホキ800形
バラスト輸送用のホッパ車。
2015年（平成27年）3月31日付で3両 (818、819、831) が廃車された。最後まで配置されていた12両（1215・1216・1234・1349 - 1352・1409・1452・1501・1717・1718）が2016年（平成28年）7月20日付で廃車され、配置がなくなった。